# 1947 في اليابان
فيما يلي قوائم الأحداث التي وقعت خلال عام 1947 في اليابان.

## سياسة

### تعيين في المنصب
- 3 مايو – كيجيورو شيديهارا نائب رئيس وزراء اليابان [الإنجليزية]‏.
- 24 مايو – تتسو كاتاياما رئيس وزراء اليابان.
- 1 يونيو – هيتوشي أشيدا نائب رئيس وزراء اليابان [الإنجليزية]‏.

### انتهاء فترة المنصب
- 24 مايو – كيجيورو شيديهارا نائب رئيس وزراء اليابان [الإنجليزية]‏.
- 24 مايو – يوشيدا شيغه-رو رئيس وزراء اليابان.

## مواليد

### يناير
- 1 يناير – نيميو هاروكاوا فنان ياباني.
- 18 يناير – تاكيشي كيتانو[1]
- 26 يناير – ريويتشي تاناكا
- 28 يناير – شوزو سايجو
- 31 يناير – هيروشي اوكادا سياسي ياباني.

### فبراير
- 11 فبراير – يوكيو هاتوياما[2]

### مارس
- 29 مارس – كونياكي شيباتا ملاكم ياباني.

### مايو
- 9 مايو – يوكيا أمانو[3]
- 13 مايو – تاكيو تاكاهاشي لاعب كرة قدم ياباني.[4]
- 29 مايو – نوريتاكا هيداكا لاعب كرة قدم ياباني.

### يونيو
- 10 يونيو – هيتوشي إيغاراشي كاتب ياباني.
- 16 يونيو – برونسون مانغاكا ياباني.[5]

### يوليو
- 1 يوليو – كازويوشي هوشينو

### أغسطس
- 3 أغسطس – تاداهيكو أويدا لاعب كرة قدم ياباني.

### سبتمبر
- 4 سبتمبر – كويتشي ياماموتو سياسي ياباني.

### أكتوبر
- 1 أكتوبر – جون كاميوازومي لاعب كرة مضرب ياباني.
- 4 أكتوبر – نوبو كواكامي لاعب كرة قدم ياباني.

### نوفمبر
- 6 نوفمبر – ماساشي هيروس مؤدّي صوت ياباني.
- 23 نوفمبر – توشيرو ساكاي لاعب كرة مضرب ياباني.

### ديسمبر
- 6 ديسمبر – شيجيو هيروس[6]
- 7 ديسمبر – كوزو أوكاموتو
- 18 ديسمبر – ريوكو إكيدا[7]
- 22 ديسمبر – ميستو تسوكاهارا لاعب جمباز فني ياباني.
- 24 ديسمبر – شنجي كيجيو كاتب ياباني.[8]

## وفيات

### مارس
- 27 مارس – هيزاكازو تاناكا (مواليد 1889) عسكري ياباني.

### يوليو
- 30 يوليو – كودا روهان (مواليد 1867)[9]